# بيغونا فيلاثيس
بيغونا فيلاثيس (من مواليد 4 نوفمبر 1977) محامية وسياسية إسبانية، تشغل حاليًا منصب نائب رئيس بلدية مدريد في حكومة العمدة مارتينيز ألميدا. عملت كمستشارة ومتحدثة باسم مجموعة المواطنين في مجلس مدينة مدريد.

## السيرة شخصية
ولدت فيلاثيس في مدريد عام 1977. عاشت في فرجينيا بالولايات المتحدة بين عامي 1992 و1995. حصلت على شهادتها في القانون عام 2000 من جامعة سيو سان بابلو، وفي عام 2002 حصلت على درجة الماجستير في المشورة الضريبية وقانون الضرائب من جامعة كومبيلاس بونتيفيكا. وفقا لها قررت أن تكون محامية أثناء مشاهدة فيلم 12 رجلا غاضبا.
في يونيو 2003 أصبحت مسؤولة عن مجالات القانون التجاري والضرائب في ليغاليتاس، وهي شركة محاماة في إسبانيا.
حصلت قائمة المواطنين لانتخابات مدريد البلدية في مايو 2015 برئاسة فيلاسي على 7 أعضاء مجلس. لم تستطع التصويت لنفسها لأنها في ذلك الوقت كانت مقيمة مسجلة في فيلانويفا ديل بارديلو. خلال اجتماع مجلس مدينة مدريد 2015-2019 عملت كمتحدثة باسم مجموعتها السياسية.
جددت مقعدها للفترة 2019-2023 في الانتخابات البلدية التي أجريت في 26 مايو 2019. حصلت قائمتها على 11 مقعدًا بزيادة 4 مقاعد عن 7 مقاعد التي حصلت عليها في عام 2011. أيد حزبها واليمين المتطرف فوكس المرشح المحافظ مارتينيز ألميدا في التصويت على المنصب الذي جرى خلال الجلسة الافتتاحية للمجلس الجديد في 15 يونيو 2019. كجزء من اتفاقية التنصيب أصبح فيلاتسي النائب الأول للعمدة (نائب العمدة).